# Баранник, Валерий Павлович
Валерий Павлович Бара́нник (1922—2006) — советский химик.

## Биография
Окончил два курса геолого-почвенного факультета (1939—1941) и химический факультет Московского государственного университета (1943).
Участник Великой Отечественной войны (1941—1942, парашютно-десантный отряд).
В 1941 и 1942—1943 годах работал на кафедре коллоидной химии МГУ.
Доктор химических наук. Профессор. В 1976—2004 годах заведующий кафедрой химии МГОУ (Московский Государственный Областной университет, бывший МОПИ им. Крупской). В 1982—1989 годах председатель Учебно-методической комиссии по химии Министерства просвещения РСФСР.

## Научная деятельность
Научные интересы: коррозия металлов, совместное действие смесей органических и неорганических ингибиторов.
Принимал участие в разработке действенных антикоррозийных препаратов, в частности, препарата «уникол» (его название составлено из начальных букв слова «университет» и названия кафедральной специальности «коллоидная химия»). Первые партии препарата изготовлялись прямо в университете и отправлялись на фронт непосредственно из лаборатории. 15 апреля 1943 года официальным решением ингибитор «уникол» был принят на снабжение армии и промышленности. Он получил широкое применение на фронте. Огнестрельное оружие, детали танков, автомашин и артиллерийского вооружения, пострадавшие от коррозии, благодаря препарату вновь становились годными к употреблению. В. П. Баранник и И. Н. Путилова сыграли большую роль в организации промышленного производства «уникола». Баранник руководил заводской лабораторией (1943—1944), а в 1945 году — цехом и лабораторией ингибиторов на заводе.
Соавтор 70 изобретений.

### Сочинения
- Краткий справочник по коррозии [Текст] : (Хим. стойкость материалов). — Москва ; Ленинград : Госхимиздат, 1953. — 456 с.; 15х23 см.
- Scurt îndreptar pentru coroziune [Текст] : (Rezistenţa chimică a materialelor) : Trad. din limba rusă / V. P. Barannik. — Bucureşti : Ed. tehnică, 1955. — 525 с.; 15х21 см.
- Ингибиторы коррозии металлов / И. Н. Путилова, С. А. Балезин, В. П. Баранник. — Москва : Госхимиздат, 1958. — 184 с. : ил.; 21 см.

## Награды и премии
- Заслуженный деятель науки РФ (10.6.1993);
- Сталинская премия третьей степени (1946) — за создание и внедрение в практику новых препаратов-ингибиторов, защищающих металлы от воздействия кислот;
- орден Отечественной войны II степени (11.3.1985, вручён 6.4.1985);
- орден Трудового Красного Знамени;
- медали.